# Visita de Benedicto XVI al Reino Unido

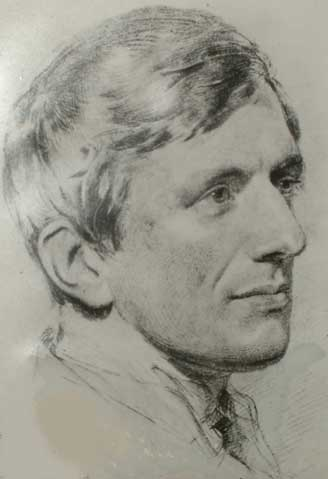
Cardenal Newman

La Visita Apostólica del papa Benedicto XVI al Reino Unido fue un viaje que realizó el sumo pontífice de la Iglesia católica a estos países europeos en 2010. La visita duró 4 días, del jueves 16 al domingo 19 de septiembre. Se trataba de la primera visita oficial de un pontífice al Reino Unido después de la Reforma anglicana en el siglo XVI
La primera etapa de su viaje le llevó a Edimburgo y Glasgow, en Escocia, donde fue recibido por la reina Isabel II y el resto de autoridades civiles y religiosas. El viernes y el sábado participó de actividades en Londres; el día 17 se reunió con las autoridades religiosas católicas y anglicanas así como con el mundo de la educación y la sociedad civil en el Salón de Westminster, y el 18, con las líderes políticas del país. El domingo concluyó su visita en Birmingham, donde beatificó al cardenal John Henry Newman.